# Danza in giardino
La Danza in giardino è un dipinto realizzato dal pittore francese Nicolas Lancret e conservato a ai Musei di Strada Nuova a Genova.

## Storia e attribuzione
La tela è giunta alle collezioni civiche nel 1889 per legato di Maria Brignole-Sale De Ferrari Duchessa di Galliera e proviene dalla residenza parigina della nobildonna: l’Hôtel de Matignon. Esposta per la prima volta a Genova nel 1892 alla Mostra d’Arte Antica di Palazzo Bianco, venne inventariata come opera di Nicolas Lancret attribuzione già presente nel catalogo di quadri e altri beni trasportati da Parigi a Genova redatto dalla stessa Maria nel 1888. Il quadro viene menzionato da Orlando Grosso, allora direttore dell’Ufficio Belle Arti di Genova, nei primi cataloghi datati 1909 e 1912 della Galleria di Palazzo Bianco. Lo studioso nel 1932 cambia attribuzione assegnandola a Jean-Baptiste Pater. Un’etichetta ottocentesca applicata dietro il quadro, infatti, riporta l’indicazione manoscritta “Les amants heureux par Pater”,  dovuta al fatto che entrambi i pittori realizzavano soggetti simili come feste aristocratiche e trattenimenti. 

 
Nell’inventario della residenza parigina della Duchessa di Galliera del 1884, sono registrati due dipinti identificabili con l’opera poi giunta Genova: è quindi possibile che la confusione sull’attribuzione sia iniziata proprio al momento del trasferimento a Genova di una delle due tele. Sia Lancret che Pater, insieme al loro maestro Antoine Watteau, sono noti nell'ambito della storiografia artistica dell'Ottocento e del Novecento come pittori di feste galanti. I loro soggetti verranno definiti come un genere pittorico indipendente da Zimmerman:
(Zimmerman, 1912)

## Descrizione
Il quadro propone un tema tipico del repertorio della pittura rocaille, quello della danza in giardino. Una dama viene invitata a ballare da un elegante cavaliere vestito in seta gialla. In secondo piano a sinistra un altro giovane suona il flauto mentre due dame che assistono alla scena. Si tratta di un classico del ‘trattenimento’ aristocratico, declinato secondo i modi tipici dei maestri del Settecento francese: una festa ambientata in un'atmosfera quasi incantata. La tela in questione è simile a un'invenzione dello stesso Lancret incisa dal tedesco G.P. Schmidt a Parigi ed esistono altre tre varianti dello stesso soggetto.